# Осипов Альберт Никанорович
Осипов Альберт Никанорович — радянський і український кінооператор та кінорежисер.

## Біографічні відомості
Народ. 25 червня 1936 р. у с. Ново Карам (Башкирія) в родині службовців. Закінчив Латвійський державний інститут фізичної культури (1958) і Всесоюзний державний інститут кінематографії (1965). 
Працював у газеті «Советская молодежь» (Рига), оператором Ризької кіностудії. 
З 1966 р. — оператор і режисер Одеської кіностудії художніх фільмів.
Член Національної Спілки кінематографістів України.

## Фільмографія
Оператор-постановник: 
- «Вертикаль» (1967)
- «Від снігу до снігу» (1968)
- «А людина грає на трубі» (1969, т/ф)
- «День янгола» (1968, за участю; у співавт. з О. Чардиніним)
- «Повість про чекіста» (1969)
- «Містер Твістер» (1971, т/ф)
- «„Тигри“ на льоду» (1971, т/ф)
- «Море нашої надії» (1971, у співавт. з Ф. Анісімовою)
- «До останньої хвилини» (1973, Диплом VII Всесоюзного кінофестивалю, Баку, 1974)
- «Доля барабанщика» (1976, т/ф, 3 а)
- «Клоун» (1980, т/ф, 2 а)
- «Двоє під однією парасолькою» (1983)
- «Подвиг Одеси» (1985, 2 с)
- «Дивовижна знахідка, або Самі звичайні чудеса» (1986)
- «Яри» (1989, т/ф, 4 с.) та ін.

Режисер-постановник: 
- «„Тигри“ на льоду» (1971, у співавт. з В. Козачковим)
- «Син чемпіона» (1978)